# Condado de Berks
O Condado de Berks (em inglês:  Berks County) é um dos 67 condados do estado americano da Pensilvânia. A sede e maior cidade do condado é Reading. Foi fundado em 11 de março de 1752.
O condado possui uma área de 2 242 km², dos quais 24 km² estão cobertos por água, uma população de 411 442 habitantes, e uma densidade populacional de 185,5 hab/km² (segundo o censo nacional de 2010).